# Alligatorellus
Genre
Espèces de rang inférieur
- † Alligatorellus beaumonti Gervais, 1871 (espèce type)
- † Alligatorellus bavaricus Wellnhofer[2], 1971

Alligatorellus est un genre éteint de petits reptiles crocodyliformes néosuchiens basaux semi-aquatiques, du clade des Atoposauridae,,.
Il n'est connu qu'en Europe occidentale (France et Allemagne) dans le Jurassique supérieur (Kimméridgien et Tithonien inférieur), à une période estimée entre 157 et 148 Ma (millions d'années).

## Liste des espèces
Deux espèces sont identifiées ; elles proviennent du Jurassique supérieur d'Europe occidentale :
- † Alligatorellus beaumonti, l'espèce type, découverte sur le site paléontologique de Cerin dans le département de l'Ain en France, dans le Kimméridgien[1] ;
- † Alligatorellus bavaricus, découverte dans le Tithonien inférieur d'Allemagne dans le célèbre calcaire de Solnhofen[2],[5].

Les deux espèces d'Alligatorellus ont 40 vertèbres caudales, un nombre très important, considéré comme une caractéristique des Atoposauridae. Dans ce clade, Atoposaurus avec 50 (ou plus) vertèbres caudales, est le Crocodyliformes qui en possèdent le plus.

## Description

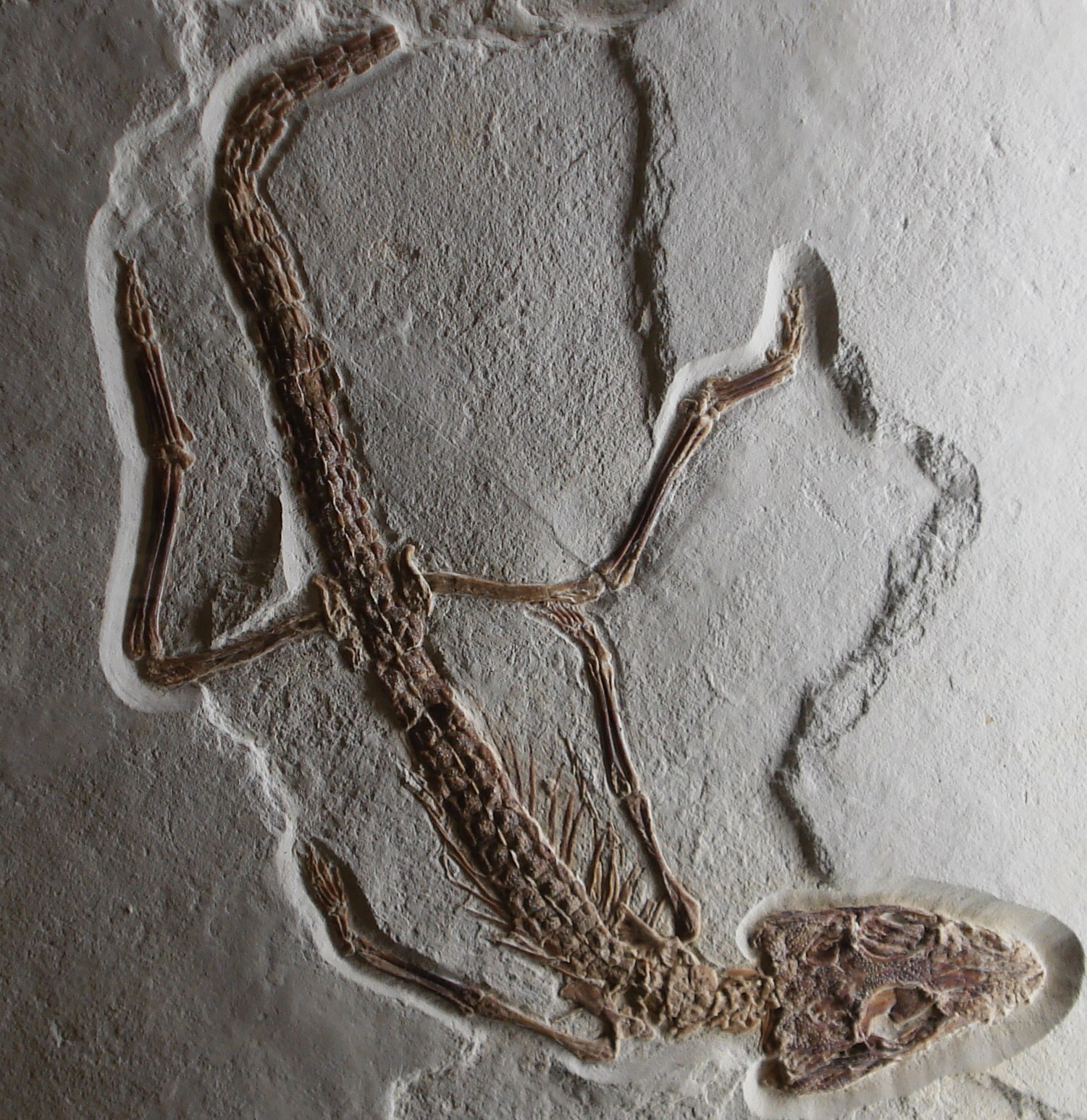
Fossile d'Alligatorellus sp.

Ce sont des Crocodyliformes de petite taille, avec :
- pour A. beaumonti, une longueur totale de 19,3 centimètres, dont 3,6 pour le crâne ;
- pour A. bavaricus, une longueur totale de 28,8 centimètres, dont 4,1 pour le crâne[4].

## Classification
Le cladogramme ci-dessous, établi en 2016 par Tennant et ses collègues, montre la composition du petit clade des Atoposauridae et la position des espèces du genre Alligatorellus :
|  | Alligatorellus bavaricus |
|  |                          |
|  | Alligatorellus beaumonti |
|  |                          |

|  | Atoposaurus jourdani     |
|  |                          |
|  | Atoposaurus oberndorferi |
|  |                          |

|  | Alligatorellus bavaricus |
|  |                          |
|  | Alligatorellus beaumonti |
|  |                          |

|  | Atoposaurus jourdani     |
|  |                          |
|  | Atoposaurus oberndorferi |
|  |                          |

|  | Alligatorellus bavaricus |
|  |                          |
|  | Alligatorellus beaumonti |
|  |                          |

|  | Atoposaurus jourdani     |
|  |                          |
|  | Atoposaurus oberndorferi |
|  |                          |

|  | Alligatorellus bavaricus |
|  |                          |
|  | Alligatorellus beaumonti |
|  |                          |

|  | Atoposaurus jourdani     |
|  |                          |
|  | Atoposaurus oberndorferi |
|  |                          |